# I pronipoti - Il film
I pronipoti - Il film (Jetsons: The Movie) è un film d'animazione del 1990 diretto da William Hanna e Joseph Barbera. 
Prodotto da Hanna-Barbera, scritto da Dennis Marks e realizzato dalla Universal Pictures, è basato sulla serie animata I pronipoti (The Jetsons) di Hanna & Barbera.
È dedicato alla memoria di George O'Hanlon e Mel Blanc, entrambi deceduti durante la produzione del film. Fu l'ultima produzione dei Pronipoti a essere prodotta dalla Hanna-Barbera, che venne assorbita dalla Warner Bros. Animation undici anni dopo nel 2001.

## Trama
Alla fine del ventunesimo secolo, la Spacely Ingranaggi Perfetti ha aperto su un asteroide un nuovo impianto di estrazione mineraria e relativa produzione di ruote dentate, interamente automatizzato e in grado di produrle a un decimo dei costi sulla Terra. Esso, tuttavia è oggetto di continui sabotaggi e l'ennesimo vicepresidente che lo gestisce, Alexander Throttlebottom, lascia l'incarico. Il titolare, signor Spacely, nomina allora George Jetson nuovo vicepresidente e lo trasferisce all'impianto. Questi va ad abitare con la famiglia nella comunità adiacente l'asteroide.
A Jane, Judy ed Elroy non rimane che adattarsi a questa novità. Conoscono così i loro vicini di casa: la famiglia del robot Rudy-2, l'ingegnere dell'impianto, e i Furbelow. Judy perde l'appuntamento con Cosmic Cosmo, una rock star che aveva conosciuto a un suo concerto, ma nella comunità conosce casualmente un altro ragazzo, Apollo Blue. Elroy, invece, continua con la sua attività sportiva, durante la quale conosce Teddy-2, figlio di Rudy-2, con il quale inizialmente è in disaccordo, ma che poi aiuterà, salvandolo da un incidente all'impianto.
Il compito di George è quello di premere un pulsante per avviarlo. Quest'ultimo, in autonomia e senza l'intervento dell'uomo, estrae il materiale e costruisce quindi numerose ruote dentate per poi impacchettarle pronte per la spedizione verso la ditta Spacely sulla Terra. Il giorno di inaugurazione, George lo avvia, ma, come in precedenza accaduto con i suoi predecessori, non arriva a produrre la milionesima ruota dentata: impazzisce a causa di malfunzionamenti, lanciando dappertutto numerose ruote dentate già realizzate. Rudy-2, che inizialmente aveva mantenuto il riserbo sui precedenti fatti strani verificatisi lì, dopo aver fatto dei controlli, avverte George del fatto che i guasti sono dovuti a dei sabotaggi. Egli decide allora, di passare la notte all'impianto e sorvegliarlo. Si addormenta, però, e viene legato e portato via dai misteriosi sabotatori. Elroy e Teddy-2 si recano da lui per aiutarlo. Lì conoscono Squeep, membro della comunità dei sabotatori, alieni conosciuti come Grungees. Questi spiega loro il motivo delle loro azioni: le attività di scavo per l'estrazione del minerale per le ruote dentate, stanno provocando la distruzione del loro villaggio, che si trova all'interno dell'asteroide, e sono stati costretti quindi a intervenire.
Rudy-2, Jane, Judy, Apollo, ed Astro, essendosi recati lì anche loro, capiscono il problema, e nel frattempo, ritrovano George, nel villaggio dei Grungees. Spacely, sopraggiunto per cercare di capire cosa stia accadendo, avvia l'impianto mentre loro si trovano nel sottosuolo. Fuggono allora, tutti per salvarsi, in quanto la trivellazione provoca delle pericolose frane del terreno circostante, tranne George, il quale interviene per bloccare l'impianto, non essendo riuscito Rudy-2 a convincere Spacely a desistere dalla sua intenzione di attivarlo nuovamente. George e i Grungees, giungono quindi ad un accordo con Spacely: le ruote dentate verranno costruite riciclandone altre vecchie, e l'impianto verrà gestito dai Grungees. Questa è l'unica soluzione possibile che Spacely accetta, anche se non entusiasta. Trasferisce quindi, nuovamente George al suo vecchio posto di lavoro, non essendoci più bisogno di lui lì. I Jetson salutano i loro nuovi amici, e i Grungees si dispongono a formare un “Grazie George”, per ringraziarlo di quello che ha fatto per loro.

## Produzione
Il personaggio di Judy Jetson viene inizialmente doppiato dal Janet Waldo, storica interprete del personaggio nella serie televisiva originale fin dal 1962. Ma poco dopo aver terminato il doppiaggio, questa viene bruscamente sostituita nel ruolo dalla pop star Tiffany. La decisione della Universal Pictures spinge il direttore del casting Andrea Romano a dichiarare che si è trattato di "un errore enorme sotto molti aspetti" e a chiedere che il proprio nome venga rimosso dai titoli di coda del film. Nonostante la sua posizione sul cambio di cast, Romano riceve tonnellate di lettere di odio. Il direttore del doppiaggio Gordon Hunt avrebbe chiesto a Tiffany di interpretare il personaggio di Waldo. Secondo Iwao Takamoto, al momento dell'uscita del film, la fama di Tiffany è ormai svanita. Ha ironizzato dicendo: "La battuta finale, ovviamente, è che quindici anni dopo, Janet Waldo sta ancora lavorando, mentre per la maggior parte delle persone il nome "Tiffany" fa automaticamente venire in mente una lampada." Alla fine, Janet Waldo sistemò i rapporti con Hanna-Barbera e continuò a recitare nella loro serie televisiva.

## Personaggi
- George Jetson
- Il signor Spacely
- Jane Jetson
- Judy Jetson
- Astro
- Rosie
- Apollo Blue
- Rocket Rick Ragnarock
- Fergie Furbelow
- Il professor Chip
- Rudy-2
- Chip-2
- Teddy-2

## Distribuzione

### Home video
Il 28 aprile 2009, la Universal Pictures ha fatto uscire negli Stati Uniti e il 5 maggio 2017 in Italia la versione su DVD del film. 

## Accoglienza
La versione cinematografica de I pronipoti fu una delusione al botteghino e un fiasco critico, con la maggior parte delle recensioni negative rivolte alla recitazione di Tiffany e alla sostituzione della voce originale di Judy Jetson.